# Schlossopernhaus

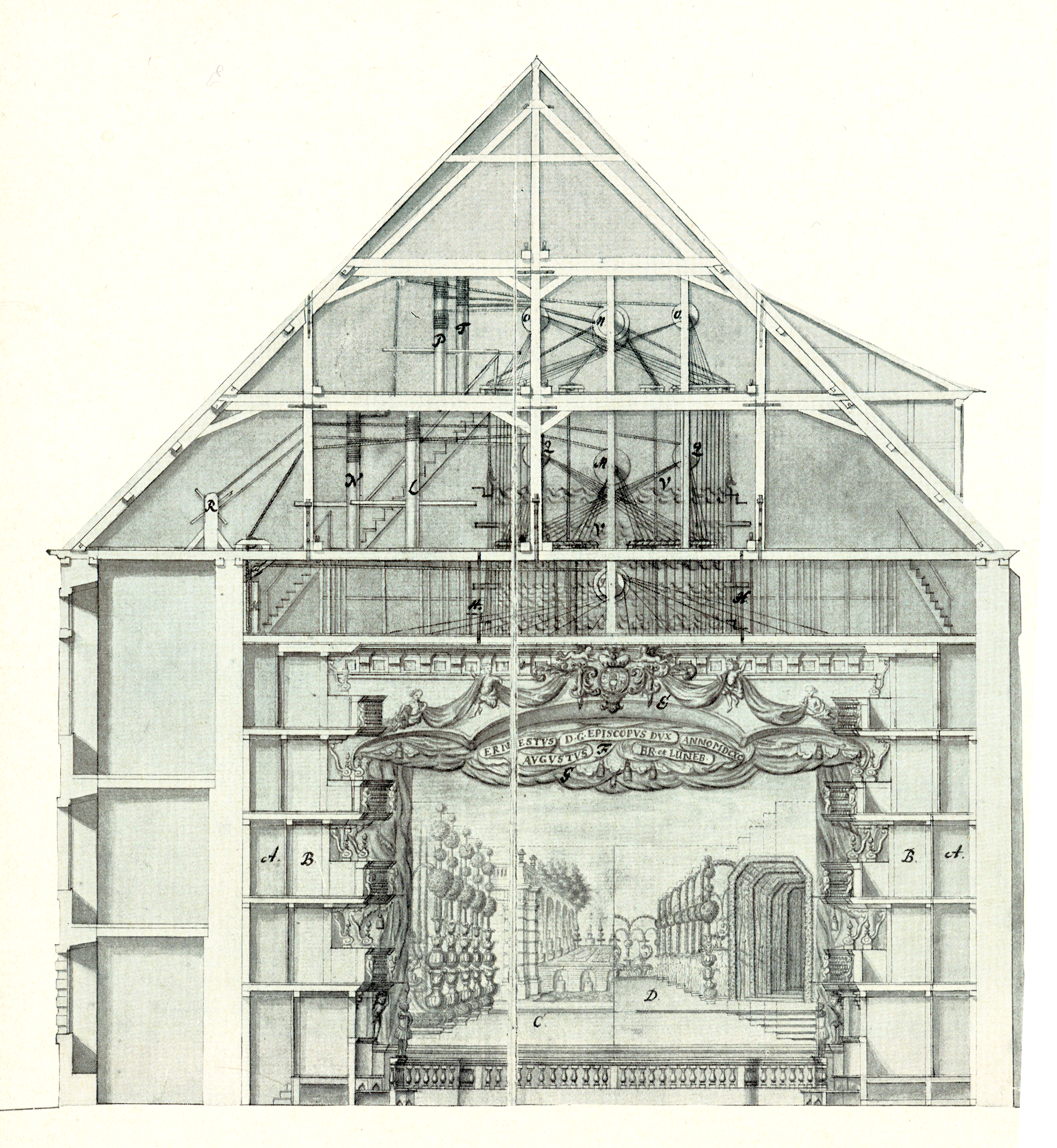
Querschnitt mit Dachwerk und Mechanik des Schnürbodens sowie auf der Bühne einer Dekoration des 18. Jahrhunderts; Tuschzeichnung von Johann Friedrich Jungen, 1746

Schlosstheater Hannover, Längsschnitt

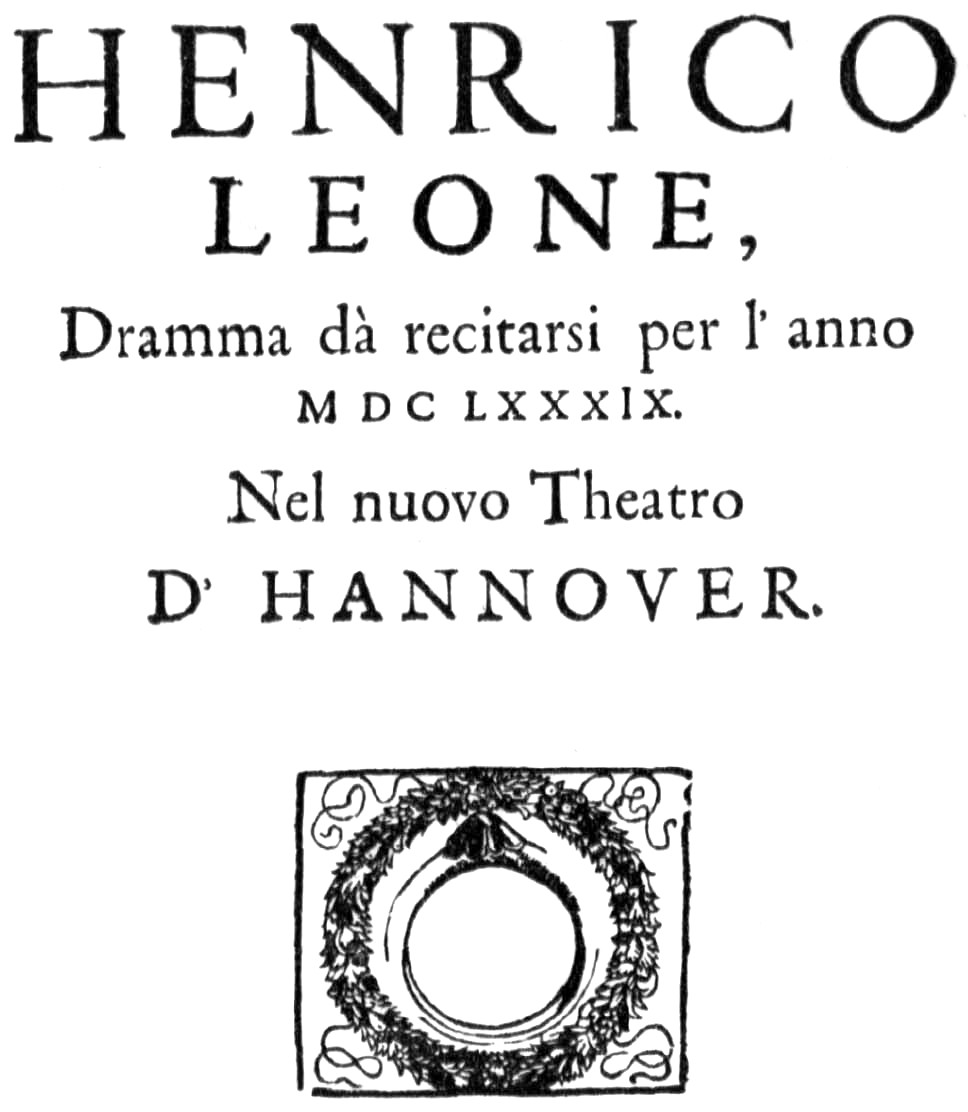
Titelblatt der Oper Enrico Leone von Agostino Steffani, Libretto: Ortensio Mauro (zur Eröffnung 1689)

Letzte Uraufführung: Austin 1852 von Heinrich Marschner

Schlosstheater Hannover Grundriss

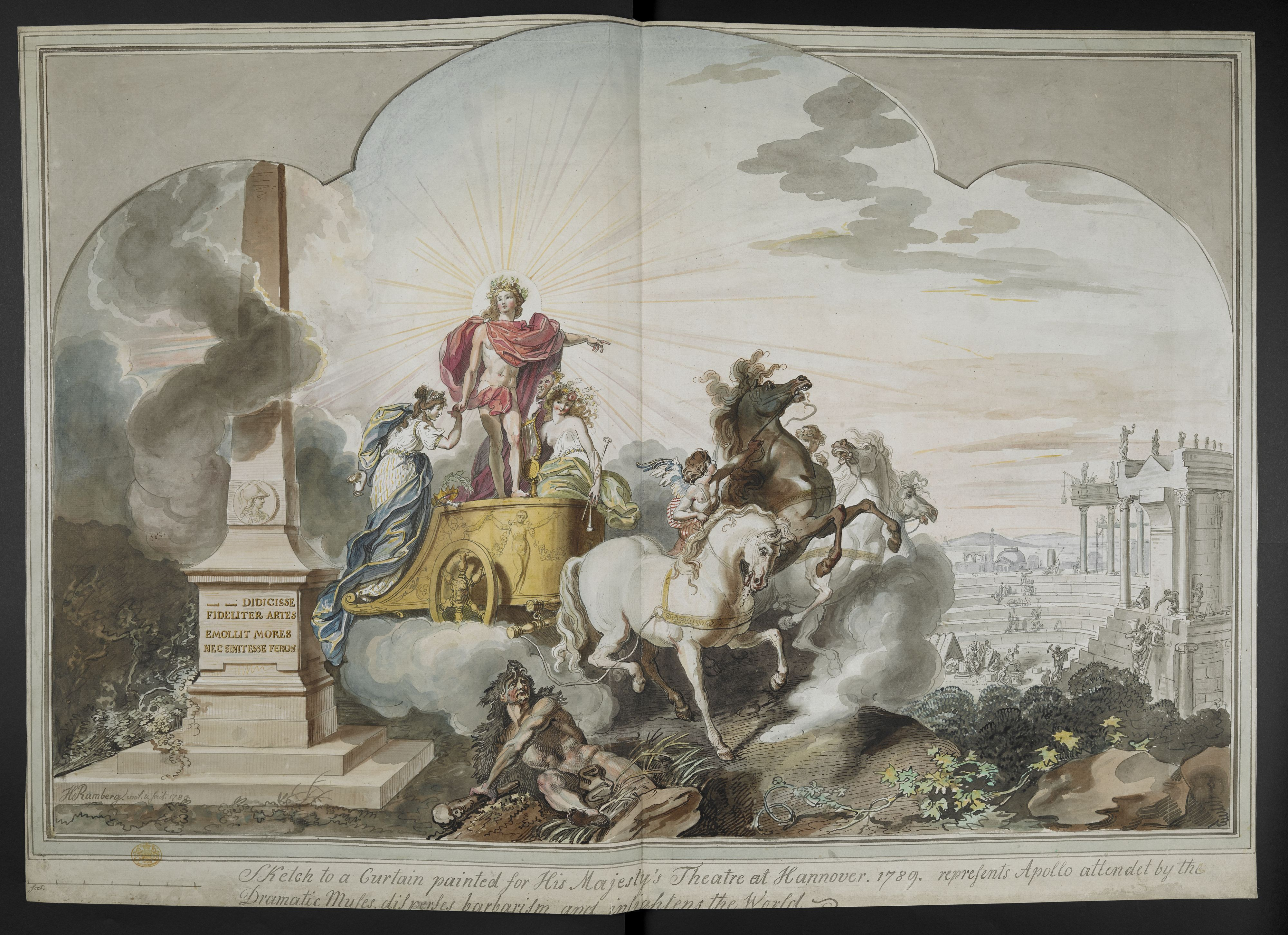
Der 1789 für das Schlossopernhaus gemalte Vorhang von Johann Heinrich Ramberg machte diesen berühmt

Das Schlossopernhaus oder auch Schlosstheater in Hannover war ein unmittelbar neben dem Leineschloss errichtetes  Opernhaus.

## Geschichte
Das Theatergebäude wurde 1687–1689 erbaut und galt bis ins 18. Jahrhundert als eines der größten und zugleich auch schönsten Theater seiner Zeit. Seine Errichtung wurde schon im Briefwechsel mit Gottfried Wilhelm Leibniz diskutiert. Das barocke 1300 Plätze fassende Gebäude sollte mit dem Opernhaus in Wolfenbüttel konkurrieren und die Italienreisen des Herzogs reduzieren. Der hannoversche Baumeister Johann Friedrich Jungen zeichnete 1746 das "Sr. Groß-Britannichen Majestet Schloß Opera Hauß in Hannover", deren Vorlagen dann 1748 umgenzeichnet von dem Architekturetheoretiker Johann Friedrich Penther veröffentlicht wurden. Eine bautechnikgeschichtliche Besonderheit war das kunstvoll konstruierte, freitragende Dachtragwerk, in dem auch ein Teil der Theatermaschinerie untergebracht war.
Der Kapellmeister und Komponist Agostino Steffani lieferte nicht nur die Eröffnungsoper Henrico Leone (1689), sondern fast jährlich weitere  neue Werke: La lotta d’Ercole con Acheloo (1689), La superbia d’Alessandro (1690), Orlando generoso (1691), Le rivali concordi (1692), La libertà contenta (1693), Baccanali (1695) sowie I trionfi del fato (1695). Das Opernhaus war auch Schauplatz von Uraufführungen zweier Marschner-Opern, von Der Bäbu im Februar 1838 und von Austin im Januar 1852.
Das Schlossopernhaus wurde bis 1852 bespielt und 1854 abgerissen. Seine Funktion übernahm das nach Plänen von Georg Ludwig Friedrich Laves errichteten klassizistische Opernhaus am heutigen Opernplatz. An der Stelle des Schlossopernhauses befindet sich heute der 1958–1961 nach Plänen von Dieter Oesterlen errichtete Plenarsaal des Niedersächsischen Landtages.

## Persönlichkeiten
- Agostino Steffani, Hofkapellmeister und Komponist (1689–1696)
- Wilhelm Sutor, Hofkapellmeister (1818–1828)
- Heinrich Aloys Praeger, Hofkapellmeister (1828–1831)
- Georg Carl Andreas Wagner (1794–1854), Königlich Hannoverscher Hofschauspieler und Theaterinspizient.[5]
- Heinrich Marschner, Hofkapellmeister und Komponist (1831–1859, seit 1852 im Bauwerk von Laves)